# Dance Little Sister
 (octobre 2022).
La mise en forme du texte ne suit pas les recommandations de Wikipédia : il faut le « wikifier ».
Les points d'amélioration suivants sont les cas les plus fréquents. Le détail des points à revoir est peut-être précisé sur la page de discussion.
- Les titres sont pré-formatés par le logiciel. Ils ne sont ni en capitales, ni en gras.
- Le texte ne doit pas être écrit en capitales (les noms de famille non plus), ni en gras, ni en italique, ni en « petit »…
- Le gras n'est utilisé que pour surligner le titre de l'article dans l'introduction, une seule fois.
- L'italique est rarement utilisé : mots en langue étrangère, titres d'œuvres, noms de bateaux, etc.
- Les citations ne sont pas en italique mais en corps de texte normal. Elles sont entourées par des guillemets français : « et ».
- Les listes à puces sont à éviter, des paragraphes rédigés étant largement préférés. Les tableaux sont à réserver à la présentation de données structurées (résultats, etc.).
- Les appels de note de bas de page (petits chiffres en exposant, introduits par l'outil «  Source ») sont à placer entre la fin de phrase et le point final[comme ça].
- Les liens internes (vers d'autres articles de Wikipédia) sont à choisir avec parcimonie. Créez des liens vers des articles approfondissant le sujet. Les termes génériques sans rapport avec le sujet sont à éviter, ainsi que les répétitions de liens vers un même terme.
- Les liens externes sont à placer uniquement dans une section « Liens externes », à la fin de l'article. Ces liens sont à choisir avec parcimonie suivant les règles définies. Si un lien sert de source à l'article, son insertion dans le texte est à faire par les notes de bas de page.
- La présentation des références doit suivre les conventions bibliographiques. Il est recommandé d'utiliser les modèles {{Ouvrage}}, {{Chapitre}}, {{Article}}, {{Lien web}} et/ou {{Bibliographie}}. Le mode d'édition visuel peut mettre en forme automatiquement les références.
- Insérer une infobox (cadre d'informations à droite) n'est pas obligatoire pour parachever la mise en page.

Pour une aide détaillée, merci de consulter Aide:Wikification.
Si vous pensez que ces points ont été résolus, vous pouvez retirer ce bandeau et améliorer la mise en forme d'un autre article.
Singles de The Rolling Stones
It's Only Rock 'n Roll (But I Like It)
(1974) Fool to Cry
(1976)
Pistes de It's Only Rock 'n Roll
Luxury
(6) If You Really Want to Be My Friend
(8)
Dance Little Sister est une chanson du groupe de rock britannique The Rolling Stones parue sur l'album It's Only Rock 'n Roll en 1974 et en face B du single Ain't Too Proud to Beg la même année. Elle est écrite et composée par Mick Jagger et Keith Richards.

## Analyse artistique
Les paroles de Dance Little Sister présentent Jagger demandant aux femmes en talons hauts et jupes serrées de danser avec lui toute la nuit. Certains vers font référence à Mick et Bianca Jagger passant quelques jours sur l'île de Trinidad à regarder le cricket et à sortir le soir.
Dance Little Sister est entraîné par des guitares et en particulier, selon l'auteur Steve Appleford, la guitare rythmique sauvage de Richards. Appleford crédite également des passages de guitare « excitants » de Mick Taylor, des percussions « féroces » de Charlie Watts et un « piano roulant de salle de bar » d'Ian Stewart. Le critique musical Bill Janovitz le décrit comme « un numéro de danse nihiliste », comparant son « monde de déni et de rock'n'roll insistant » à la musique disco qui émergerait peu après sa sortie. Selon le journaliste musical James Hector, Dance Little Sister est un retour au genre de « chansons qui plaisent aux gens qui fréquentent les bars » que le groupe enregistrait au milieu des années 1960.

## Parution et réception
Le critique d'Allmusic Stephen Thomas Erlewine l'a qualifié de « morceau intensément travaillé et pointu » et de « remplissage agréable. » Mais Appleford note que bien que la chanson ait « tous les éléments nécessaires pour être la meilleure musique du diable », la chanson « n'explose pas. » Hector décrit magnifiquement le début de la chanson, où « la guitare et la batterie ont du mal à trouver le bon groove », mais il sent que la chanson va « prendre plus loin » par la suite. Sean Egan trouve le « riff de force industrielle » « peu attrayant » et le rythme « de plomb. »
Après sa sortie initiale sur l'album It's Only Rock 'n' Roll, Dance Little Sister est sorti en tant que face B du single Ain't Too Proud to Beg en octobre 1974. Le biographe des Stones, Martin Elliott, a déclaré qu'il méritait être une version double face A, car les deux chansons sont des « chansons orientés vers la danse. » La chanson apparaît également sur diverses compilations du groupe, notamment Made in the Shade (1975), Singles 1971–2006 (2011) et la version Super Deluxe (80 pistes) de GRRR! (2012).
Dance Little Sister a parfois été interprétée en concert par le groupe entre 1975 et 1977.

## Personnel
Crédités :
- Mick Jagger: chant
- Keith Richards: guitare électrique
- Mick Taylor: guitare électrique, congas.
- Charlie Watts: batterie
- Bill Wyman: basse
- Ian Stewart: piano.